# Methyltriclosan
Methyltriclosan ist ein Stoffwechselprodukt des Biozids und Bakterienhemmers Triclosan.

## Vorkommen
Methyltriclosan wird im Abwasser auf dem Weg zur und in der Kläranlage aus Triclosan gebildet. Da die Eliminierung in der Kläranlage nicht vollständig erfolgt, gelangt es in die Oberflächengewässer. Die Halbwertszeit von Methyltriclosan ist länger als bei Triclosan und es wird weniger schnell abgebaut. Es kann daher in Gewässern nachgewiesen werden.

## Verwendung
Methyltriclosan wird nicht verwendet. Das Vorkommen im Abwasser und in der Umwelt kommt durch Metabolisierung, präzise durch Methylierung von Triclosan zustande.